# Reol (cantante)
Reol (れをる?, Reoru; Prefettura di Nagano, 9 novembre 1993) è una cantautrice, produttrice discografica, rapper e polistrumentista giapponese.

## Biografia
Reol si fa conoscere nel 2012, quando inizia a caricare brani originali e cover sulle piattaforme web Nico Nico Douga e YouTube.
Il 17 agosto 2014 in collaborazione con il gruppo di produzione Anyosupenyosuyaya, sotto l'etichetta Celo Project, Reol pubblica la raccolta No Title+ contenenti brani scritti dall'artista ma riprodotti da cantanti digitali tramite il software Vocaloid tra cui Hatsune Miku, GUMI e Megurine Luka. Successivamente nel 2016, l'artista pubblica la ristampa dell'album No Title-, dove re-interpreta personalmente i brani della raccolta, da cui viene estratto come singolo digitale la cover di LUVORATORRRRRY! in collaborazione con il rapper Nqrse ed il producer GigaP, che conta più di 58 milioni di visualizzazioni su YouTube.
Il 29 luglio 2015 Reol pubblica sotto etichetta indipendente l'album di debutto Gokusaishiki, posizionandosi alla sesta posizione nella Oricon Albums Chart. Verso la fine del 2015 l'artista, insieme a GigaP ed Okiku, vengono scritturati dall'etichetta giapponese Toy's Factory, formando il supergruppo musicale RΞOL.
Il 18 agosto 2016, viene pubblicato il singolo d'esordio del gruppo Give Me a Break Stop Now, dove l'artista ha fatto la sua prima apparizione pubblica. Successivamente il 19 ottobre dello stesso anno il gruppo pubblica l'album Σ, che ha raggiunto l'ottava posizione nella Oricon Albums Chart.
Nell'agosto 2017, i RΞOL hanno annunciato lo scioglimento della formazione dopo la loro ultima esibizione dal vivo, in concomitanza con la pubblicazione dell'extended play Endless EP.
Nel gennaio 2018, Reol firma un contratto con la Victor Entertainment, dando nuovamente inizio alla sua carriera da solista. Nel marzo 2018, pubblica il singolo Endo che anticipa il primo EP solista dell'artista Kyokoushu, pubblicato il 14 marzo 2018. Verso l'estate, Reol pubblica i singoli Saisaki e Sairen che anticipano il secondo album in studio Jijitsujo, pubblicato il 17 ottobre 2018.
Nel novembre 2018, collabora con il producer TeddyLoid al brano Winners, inserito nell'album Silent Planet:Infinity del producer. Reol in seguito dà avvio al suo primo tour denominato MADE IN FACTION, inizialmente con tappe solo in Giappone, per poi successivamente estendersi anche in Cina.
Nel 2019, pubblica il secondo EP Bunmei, dove vengono estratti i singoli Utena e Lost Paradise. Nell'estate 2019 Reol ha dato avvio al suo secondo tour giapponese, chiamato Reol Secret Live. In concomitanza al tour viene pubblicato anche il terzo album in studio Kinjitou, con i singoli estratti tra i quali Phanto(me), HYPE MODE and 1LDK.

## Discografia

### Album
Album in studio
- 2015 - Gokusaishiki [極彩色]
- 2016 - No Title-
- 2016 - Σ (con i RΞOL)
- 2018 - Jijitsujo [事実上]
- 2020 - Kinjitou [金字塔]
- 2021 - THE SIXTH SENSE [第六感]

Album live
- 2020 - Reol Japan Tour 2020 A Great Order of Hameln -Interlinked-

Raccolte
- 2014 - No Title+ (con i Anyosupenyosuyaya)

### EP
- 2017 - Endless EP (con i RΞOL)
- 2018 - Kyoko Shu [虚構集]
- 2019 - Bunmei [文明]

### Singoli
- 2014 - LUVORATORRRRRY! (feat. Nqrse, GigaP e Okiku)
- 2015 - Give Me a Break Stop Now [ギミアブレスタッナウ] (con i RΞOL)
- 2016 - ChiruChiru [ちるちる] (con i RΞOL)
- 2018 - Heimenkyou [平面鏡]
- 2018 - Saisaki [サイサキ]
- 2018 - SAIREN
- 2019 - Lost Paradise [失楽園]
- 2019 - Phanto(me) [ゆーれいずみー]
- 2019 - HYPE MODE
- 2020 - 1LDK
- 2020 - THE SIXTH SENSE [第六感]
- 2020 - Q?
- 2022 - Agitate [煽げや尊し]

Come artista ospite
- 2018 - Winners (TeddyLoid feat. Reol)

## Tournée
- 2018 - MADE IN FACTION
- 2019 - Reol Secret Live